# Alvesta Kommunföretag
Alvesta Kommunföretag AB är ett svenskt förvaltningsbolag som agerar moderbolag för de verksamheter som Alvesta kommun har valt att driva i aktiebolagsform. Bolaget ägs helt av kommunen.

## Bolag
Källa: 
- Allbohus Fastighets AB
- Alvesta Energi AB
- Alvesta Renhållnings Aktiebolag
- Alvesta Utveckling Aktiebolag